# Ozzy Osbourne
Ozzy Osbourne, született John Michael Osbourne (Bickenhill, Warwickshire, 1948. december 3. – Jordans, 2025. július 22.) ötszörös Grammy-díjas angol énekes, a Black Sabbath heavy metal együttes alapító tagja és frontembere.

## Gyermek- és ifjúkora
John Michael Osbourne az angliai Astonban született 1948. december 3-án, munkásosztálybeli családban. Apja, Jack több műszakban dolgozott szerszámkészítőként a GEC-nél. Anyja, Lillian egy autóalkatrészeket gyártó cégnél dolgozott. Osbourne volt a negyedik hat gyermekük közül. Két fivére (Paul és Tony), valamint három nővére (Jean, Iris és Gillian) volt. Egy kis, kétszobás lakásban éltek. Az „Ozzy” becenevet először az általános iskolában használta. Bár első felesége, Thelma mindig Johnnak szólította, Osbourne azt állította, nem emlékszik, hogy mikor szólították utoljára az igazi keresztnevén. Gyerekkorában diszlexiás volt, és egyéb tanulási nehézségekkel is küzdött. Tanárai ezzel sokszor visszaéltek. Az iskolában sok színdarabban játszott. 14 évesen lett a Beatles rajongója. 15 évesen otthagyta az iskolát és dolgozni kezdett. Volt segédmunkás, vízvezetékszerelő-gyakornok, szerszámkészítő-asszisztens és vágóhídi munkás. Hat hetet töltött a Winson Green börtönben, miután betört egy ruhaüzletbe.
1967-ben Geezer Butler megalapította a Rare Breed nevű zenekart Osbourne-nal. Az együttes két koncert után felbomlott. Ezután beléptek egy Polka Tulk Blues nevű együttesbe, Tony Iommival és Bill Warddal együtt. A zenekart átnevezték Earthre, azonban volt már egy másik ilyen nevű zenekar Angliában, ezért nevet kellett változtassanak. Végül egy Boris Karloff-film után Black Sabbath lett az együttes neve. Egy idő után észrevették, hogy a nézők is szeretik a keményebb zenét, ezért ezután direkt írtak sötét és komor zenét. A Mario Bava által rendezett film olyan hatással volt rájuk, hogy Butler írt egy hasonlóan okkult témájú dalt, amelynek a Black Sabbath címet adta. Később a Sabbath újraegyesülési koncertjén azt mondták, hogy Geezer egyik éjszaka egy sötét dolgot látott az ágya végében, másnap pedig észrevette, hogy az egyik okkult könyv, amit Osbourne-tól kapott, eltűnt. Állítólag ez ihlette a dalt.

## Zenei karrierje

### Black Sabbath
Annak ellenére, hogy az egyesült államokbeli kiadójuktól, a Warner Bros. Recordstól csak kisebb támogatást kaptak, a Black Sabbath gyors és tartós sikert aratott. Tony Iommi riffjei, Geezer Butler dalszövegei, Bill Ward sötét tempójú ütései, és Osbourne hátborzongató éneke köré épített korai lemezek mint a Black Sabbath és a Paranoid nagy sikereket arattak. Osbourne szerint akkoriban nem volt túl népszerű a zenekar a nők körében, ami miatt sokat panaszkodtak az együttesen belül.
Hat hónappal a Paranoid után kiadták a Master of Reality című albumukat, amely bekerült a Top 10-be az Egyesült Államokban és az Egyesült Királyságban is, valamint aranylemez lett két hónap alatt. Az 1980-as években platinalemez státuszt ért el és dupla platina lett a 21. század elején. A kritikák kedvezőtlenek voltak. Lester Bangs a Rolling Stone kritikusa naiv, egyszerű, és ismétlődő szavakkal hordta le az albumot. Ugyanakkor a magazin 2003-ban összeállított Minden idők 500 legjobb albumának listáján a 298. helyezést érte el. A Vol. 4 1972 szeptemberében jelent meg. A kritikák ismét kedvezőtlenek voltak, azonban egy hónap után aranylemez lett. Ez az album is milliós példányszámban kelt el az Egyesült Államokban, csakúgy, mint az előző négy. 1973 novemberében jelent meg a kritikailag elismert Sabbath Bloody Sabbath. Ez volt az első alkalom, hogy a zenekar mainstream elismeréseket szerzett. Gordon Fletcher, a Rolling Stone kritikusa „izgalmasnak” nevezte az albumot, és szerinte „ez nem kevesebb, mint egy teljes siker”. Eduardo Rivadavia, az AllMusic kritikusa így írta le az albumot: „egy mestermű, ami nem hiányozhat egyetlen heavy metal gyűjteményből sem”, ugyanakkor megjegyezte, hogy „a zenekar új értelmet adott a kifinomultságnak és az érettségnek”. Az album – csakúgy, mint minden elődje – platinalemez lett az Egyesült Államokban. A Sabotage címre keresztelt lemez 1975. július 28-án jelent meg. Az albumot, mint ahogy az előzőnél is, nemcsak a rajongók nagy része fogadta pozitívan, hanem a kritikák is. Megjelenése után a Rolling Stone szerint ez az album nem csak az 1970-es Paranoid óta a legjobb lemeze a Sabbathnak, de valószínűleg fennállásuk óta a legjobb hanganyaguk. Ugyanakkor az Allmusic megjegyezte, hogy az a mágikus kémia, mely a Paranoidot, vagy a Vol. 4-et jellemezte, eltűnőben van. Hetedik nagylemezüknek a Technical Ecstasy címet adták, amely 1976. szeptember 25-én jelent meg. Az Allmusic a lehetséges 5 csillagból csak kettőt adott rá, és megállapította, hogy egy kibogozhatatlan, gyenge lemez született.

### 1980-as évek: Ozzy szólókarrierje
Menedzsere és egyben felesége, Sharon irányításával Osbourne megalapította saját zenekarát, a Blizzard of Ozzt, Randy Rhoads gitáros, Bob Daisley basszusgitáros és Lee Kerslake dobos társaságában. Debütáló lemezük címe ugyancsak Blizzard of Ozz, és ez 1980-ban jelent meg, rajta olyan slágerekkel, mint a „Crazy Train” és a „Mr. Crowley”.
1981-ben jelent meg második albuma Diary of a Madman címen, ezen az albumon szerepelt a drogozás gyönyöreit méltató Flying High Again. Ozzy nemcsak az utóbbi szerzemény, hanem a koncerteken tanúsított magatartásával is kivívta a közvélemény rosszallását: egy elhíresült fellépés alkalmával leharapta egy denevér fejét, ezért kórházba kellett szállítani, hogy megkapja a veszettség elleni oltást. Ekkoriban terjedt el róla és általában a heavy metal műfajról a sátánizmus rémképe.
1982-ben Randy Rhoads gitáros repülőgép-balesetet szenvedett, és Ozzy mély depresszióba zuhant barátja halála miatt. A „Speak Of The Devil” című koncertlemezen a tervezettől eltérően inkább Black Sabbath-dalok szerepeltek, Brad Gillis gitáros közreműködésével. A korong után Osbourne szakított addigi kiadójával, és az Epic Recordsnál kapott szerződést, annak ellenére, hogy a tárgyaláson illuminált állapotban jelent meg, és ezúttal egy galamb fejét harapta le.
1984-ben már egy új gitáros, Jake E. Lee közreműködésével jelent meg a Bark at the Moon című stúdiólemez, ami gyengébbre sikeredett az első két albumnál, mégis sikeres lett. Ebben az időszakban Osbourne és zenekara a Mötley Crüe-vel turnézott együtt. Az 1986-os „Ultimate Sin” a kritikusoktól negatív visszajelzéseket kapott, a „Shot In The Dark” című dal a kritikusok szerint Ozzy addigi legrosszabb munkája volt, mert szerintük túlságosan popos volt.
Osbourne 1986-ban újabb botrányba keveredett: azzal vádolták, hogy a Suicide Solution című dalban öngyilkosságra buzdítja a fiatalokat. Bár a pert megúszta, megítélése egyre rosszabb lett. A róla kialakult képen javított az 1987-ben megjelent Tribute című koncertalbum, amivel egykori barátja emléke előtt tisztelgett.
1988-ban megtalálta Rhoads ezidáig legstabilabbnak tűnő utódját Zakk Wylde gitáros személyében.
1989-ben Gary Moore gitáros felkérte, hogy zenéljenek együtt az After The War című lemezén. Közreműködésük a lemez egyik legerősebb dalát eredményezte, melynek címe: Led Clones.

### 1990-es évek
Újabb tagcserék és lemezek után az 1990-es évek elején Ozzy bejelentette, hogy visszavonul, és az 1991-es No More Tears című albumot követő turnét az utolsónak hirdette meg. Szintén a visszavonulás tényét erősítette meg az 1993-ban kiadott dupla koncertlemez.
Két évvel később, 1995-ben mégis új stúdióalbummal lepte meg rajongóit, Ozzmosis címmel. Zenei berkekben ugyan vegyes fogadtatása volt, de egy évvel a megjelenése után már több mint 3 millió példány kelt el belőle. A korong és az azt követő turné hatalmas sikere láttán Osbourne megalapította az Ozzfest koncertsorozatot, ahol a hasonszőrű metálbandákat gyűjtötte maga köré mint a Pantera vagy Marilyn Manson.
1997-ben a turné nagy durranása a Black Sabbath összeállása volt, a csapatból egyedül Bill Ward hiányzott. Egy évvel később Ozzynak sikerült a teljes zenekart összeszednie, így jelent meg a Reunion című koncertlemez. Az 1990-es évek második felében Ozzy reneszánszát élte: Busta Rhymesszal közösen felvett egy dalt, a boltokban megjelent a róla mintázott akciófigura (denevérrel) és a Black Sabbath-turné mellett újabb szólólemezt rögzített.

### 21. század
2001-ben a metálvilág lelkesen üdvözölte a hírt, hogy a Black Sabbath újra stúdióba vonult, de a kiadó addig nem engedte Ozzyt régi csapatával dolgozni, amíg nem jelentetett meg egy újabb Ozzfest-válogatást és egy szólólemezt, Down to Earth címmel.
A 21. században a fiatalok már egy teljesen új Ozzy Osbourne-t ismertek meg az MTV zenecsatornán futó The Osbourne’s sorozatban, ahol Ozzy nem mint a sátán földi helytartója, hanem a vagány és ultraliberális családapa bőrébe bújik. Lánya, Kelly Osbourne is apja nyomdokaiba lépett, és a 2003-ban közösen elénekelt „Changes” című dal révén Ozzy 33 év után végre elérte, hogy az angol toplista első helyére kerüljön.
2005-ben Ozzy egy feldolgozáslemezzel rukkolt elő „Under Cover” címen. Volt itt szerzemény John Lennontól és a Beatlestől, a Rolling Stonestól, a King Crimsontól, a Buffalo Springfieldtől, a Creamtől, David Bowie-tól és más hírességektől. A lemezt egy önfeldolgozás zárja: a „Changes” című Black Sabbath-dal lányával, Kellyvel duettben előadott érzelmes-ábrándozós verziója (mely eredetileg a Kelly 2002-es „Shut Up” albumának 2003-as bővített – és épp „Changes” címre átkeresztelt – újrakiadásán jelent meg).
Osbourne 2007 májusában a Black Rain című lemezzel tért vissza, amelyben ismét Zakk Wylde riffjei hallhatóak.
A 2010-es év nagyon aktív a heavy metal keresztapjának életében, hisz kiadta önéletrajzi könyvét Én Ozzy címmel (mely szép sikereket ért el a könyveladási listákon), Crucify The Dead címmel énekelt egy dalt Slash a Guns N’ Roses gitárosának szólóalbumán.
2010 júniusában megjelent Osbourne újabb szólóalbuma Scream címmel (az album eredeti címe Soul Sucker lett volna, ám Ozzy rajongói nem nagyon kedvelték a címet, ezért megváltoztatták). A szakma és a rajongótábor egyaránt meglepődött, amikor bejelentették, hogy Ozzy és a már 20 éve mellette gitározó Zakk Wylde „szakítottak” egymással. Az új lemezen két új tag is szerepel: a görög gitáros Gus G. (Firewind) lépett Zakk helyére, a dobokon pedig Tommy Clufetos (ex-Rob Zombie) játszik. A lemez elkészítésében Kevin Churko segédkezett. A dalokat Ozzy a "The Bunker" névre keresztelt otthoni stúdiójában vették fel. Az új lemezhez három videóklip készült, köztük a Let Me Hear You Scream című, lendületes dalhoz egy tréfás klip, valamint a Life Wont Wait című balladához, melynek különlegessége, hogy Ozzy fia, Jack Osbourne a rendezője.
2011. január 21-én elkészült Ozzy új videóklipje, a Let It Die, amelyben a Scream World Tourról látható néhány koncertjelenet. Emellett egy év kihagyás után újra elindult az Ozzfest. A főbb fellépők Ozzy Osbourne, a Mötley Crüe és Rob Halford voltak.
2016-ban indult a Black Sabbath a The End című utolsó turnéjára. Az európai turné Budapesten indult június 1-jén. A Papp László Sportarénában 14 ezer ember előtt léptek fel.
2019 áprilisában Parkinson-kórt diagnosztizáltak nála. Betegsége a következő években súlyosbodott, emiatt minden koncertjét lemondva a visszavonulás mellett döntött.

## Halála
2025. július 22-én 76 éves korában, szívroham következtében hunyt el, családtagjai körében. Halálát hosszan tartó egészségi problémák, köztük Parkinson-kór előzték meg.
Utolsó nyilvános fellépése 2025. július 5-én volt a Black Sabbath „Back to the Beginning” elnevezésű búcsúkoncertjén Birminghamben, ahol az együttes az eredeti felállásban lépett színpadra. A koncertet jótékonysági céllal rendezték, a bevételt több egészségügyi szervezetnek ajánlották fel.

## Stúdióalbumok
| Megjelenés dátuma    | Album címe             | U.S. | UK | Lemezeladás                             | Kiadó        |
| -------------------- | ---------------------- | ---- | -- | --------------------------------------- | ------------ |
| 1980. szeptember 20. | Blizzard of Ozz        | 11   | 7  | 4x platinalemez (U.S.), ezüstlemez (UK) | Jet Records  |
| 1981. november 7.    | Diary of a Madman      | 6    | 14 | 3x platinalemez U.S.                    | Jet Records  |
| 1983. december 10.   | Bark at the Moon       | 19   | 24 | 3x platinalemez U.S., Silver UK         | Epic Records |
| 1986. február 22.    | The Ultimate Sin       | 6    | 8  | 2x platinalemez U.S., Silver UK         | Epic Records |
| 1988. október 22.    | No Rest for the Wicked | 13   | 23 | 2x platinalemez U.S.                    | Epic Records |
| 1991. szeptember 17. | No More Tears          | 7    | 17 | 4x platinalemez U.S.                    | Epic Records |
| 1995. október 23.    | Ozzmosis               | 4    | 22 | 2x platinalemez U.S.                    | Epic Records |
| 2001. október 16.    | Down to Earth          | 4    | 19 | platinalemez U.S.                       | Epic Records |
| 2007. május 22.      | Black Rain             | 3    | 8  | aranylemez U.S.                         | Epic Records |
| 2010. június 22.     | Scream                 | 4    | 12 |                                         | Epic Records |
| 2020. február 21.    | Ordinary Man           |      |    |                                         | Epic Records |
| 2022. szeptember 9.  | Patient Number 9       |      |    |                                         | Epic Records |